# Задняя (приток Лысьвы)
Задняя — река в Лысьвенском муниципальном округе Пермского края, приток Лысьвы (притока Чусовой). Впадает в Лысьву справа, в 36 км от её устья. Длина реки 10 км. Истоки в лесах примерно в 2,5 км западнее посёлка Обманка 1, течёт сначала на северо-запад, затем на запад по горному рельефу. Впадает в Лысьву на северной окраине города Лысьва, на правом берегу — деревня Заимка.

## Данные водного реестра
По данным государственного водного реестра России, река относится к Камскому бассейновому округу, бассейн реки Кама, подбассейн — Кама до Куйбышевского водохранилища (без бассейнов рек Белой и Вятки), водохозяйственный участок реки — Чусовая от в/п пгт. Кын до устья. Код объекта в государственном водном реестре — 10010100712111100012006.